# Championnats d'Europe de cyclisme sur route 1997
Navigation
Édition précédente Édition suivante
Les championnats d'Europe de cyclisme sur route 1997 se sont déroulés en septembre 1997, à Villach en Autriche.

## Résultats
| Compétitions             | Or                        | Argent            | Bronze              |
| Hommes - moins de 23 ans |                           |                   |                     |
| Course en ligne          | Salvatore Commesso        | Sven Montgomery   | Gerrit Glomser      |
| Contre-la-montre         | Guillaume Auger           | Fabio Malberti    | Maurizio Caravaggio |
| Femmes - moins de 23 ans |                           |                   |                     |
| Course en ligne          | Élisabeth Chevanne-Brunel | Tatiana Stiajkina | Izaskun Bengoa      |
| Contre-la-montre         | Diana Žiliūtė             | Izaskun Bengoa    | Jenny Algelid       |

## Tableau des médailles
| Rang  | Nation   | Or | Argent | Bronze | Total |
| ----- | -------- | -- | ------ | ------ | ----- |
| 1     | France   | 2  | 0      | 0      | 2     |
| 2     | Italie   | 1  | 1      | 1      | 3     |
| 3     | Lituanie | 1  | 0      | 0      | 1     |
| 4     | Espagne  | 0  | 1      | 1      | 2     |
| 5     | Suisse   | 0  | 1      | 0      | 1     |
| 5     | Ukraine  | 0  | 1      | 0      | 1     |
| 7     | Autriche | 0  | 0      | 1      | 1     |
| 7     | Suède    | 0  | 0      | 1      | 1     |
| Total | Total    | 4  | 4      | 4      | 12    |